# Hansakontor

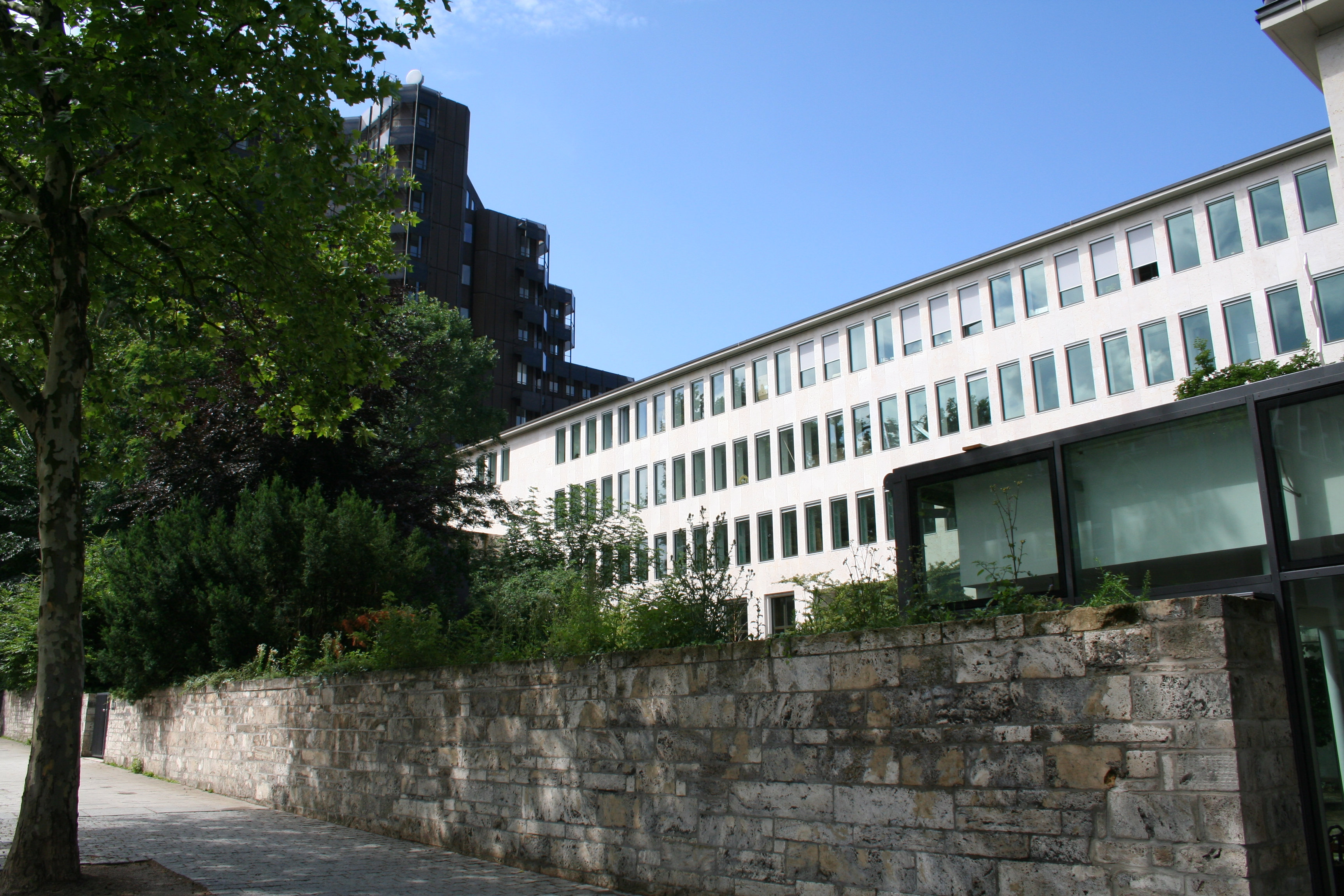
Das Hansakontor

Das Hansakontor Dortmund ist ein Bürogebäude im Kern der Dortmunder Innenstadt. Als ehemaliges Verwaltungsgebäude der Ruhrkohle AG ist es heute Unterkunft für verschiedene jüngere und etablierte Unternehmen aus der Region. Das Hansakontor ist direkt an zwei Straßen angebunden. Zum einen besitzt es den alten Eingang zur Silberstraße, zum anderen wurde ein neuer Eingang zur Hansastraße angelegt, der direkt durch die denkmalgeschützte Gartenanlage führt.

## Geschichte
Ursprünglich wurde das Hansakontor von der Harpener Bergbau AG zu Verwaltungszwecken gebaut. Bis in die 1940er Jahre standen auf dem heutigen Gelände des Hansakontors Wohnhäuser, die laut Planung der Harpener Bergbau AG nach dem Erwerb des Grundstückes abgerissen werden sollten. Durch die Zerstörungen im Zweiten Weltkrieg, denen auch ebendiese mittlerweile zu Bürozwecken genutzten Wohngebäude zum Opfer fielen, wurden die Planungen allerdings durchkreuzt. Nach dem Krieg und einigen weiteren Verzögerungen durch die britische Besatzungsmacht, konnte mit dem Bau begonnen werden, so dass schon 1950 der erste Bauabschnitt fertiggestellt war. Ein Jahr später wurde auch der Bauantrag für den zweiten und letzten Bauabschnitt gestellt.
Auch die Außenanlage wurde in Form eines Gartens neu gestaltet. Seit 1958 steht hier der „Wettersteiger mit erhobener Grubenlampe“, eine Bronze-Plastik des Bildhauers Wilhelm Wulff, welche die direkte Umgebung des Hansakontors nach dem Plan des Münchner Gartenarchitekten Guido Harbers letztendlich abrundete. Im Jahr 1968 schloss sich die Harpener Bergbau AG mit 25 weiteren Gesellschaften zusammen und wurde zur Ruhrkohle AG (RAG), dem letzten Besitzer und Nutzer des heutigen Hansakontors vor seiner Sanierung.
Direkt neben dem Verwaltungsgebäude Silberstraße 22 wurde 1978 das neue Bürohaus der RAG fertiggestellt, wodurch das heutige Hansakontor etwas verkleinert werden musste. Es verlor unter anderem sein großzügig verglastes Treppenhaus. Bis zuletzt blieb der Verwaltungstrakt trotz des neuen angrenzenden RAG-Gebäudes in Nutzung der Ruhrkohle AG.

## Architektur
Der Repräsentationsbereich des Hansakontors erhält durch die fast geschlossenen, mit Muschelkalkplatten verkleideten Wände an den Straßenfronten ein eigenes stärkeres Gewicht im Verhältnis zum Hauptriegel. Nur ein geschwungenes, weit vorragendes Dach auf dünnen Stützen lädt den Passanten zum Betreten ein. Geöffnet haben die Architekten dagegen die Wand zum heute denkmalgeschützten Gartenpark. Bei der Architektur des Hauptgebäudes handelt es sich um eine für die 1950er Jahre typische Rasterarchitektur in Stahlbeton-Bauweise, deren leicht geneigtes Walmdach die Illusion eines modernen Flachdachs erzeugt. Insgesamt ist das Gebäude Silberstraße 22 ein Beispiel für die Architekturentwicklung der gemäßigten Moderne der 1950er Jahre. Gänzlich unverspielt ist die imposante Basis, zu der hier und da durch die runden Formen am Vordach und im Garten interessante Kontraste hergestellt werden. 
Das Objekt verdeutlicht den Anspruch der Stadtplaner in den Nachkriegsjahren, das vorhandene Straßensystem der Dortmunder Altstadt zu vereinfachen und weitmaschiger zu fassen, um so eine Citybildung zu erreichen. Dem Sichtbezug zum Hansaplatz, einem der wichtigsten Plätze der Innenstadt, kam besondere Bedeutung zu. Bis auf die Westseite des Hansaplatzes, war dieser von massiver und statischer Architektur umgeben. Das im Hintergrund liegende Verwaltungsgebäude der Ruhrkohle AG, die Propsteipavillons und das heutige Hansakontor präsentierten dagegen auf der Westseite eine architektonische Lockerheit, die in diesen Jahren eher selten zu finden war. 
Heute bildet das Gebäude Silberstraße 22 nach dem Abriss der Stadt- und Landesbibliothek und der Pavillons vor der Propsteikirche sowie der Umgestaltung des Karstadt-Gebäudes am ehemals durch die 1950er Jahre geprägten Hansaplatz das einzige Gebäude dieser Epoche. Seine Bedeutung für die Geschichte der Menschen in Dortmund erhält es als baulicher Sachzeuge für das schnelle Wiederaufleben des Ruhrbergbaus nach den Zerstörungen des Zweiten Weltkriegs und für den bodenständigen Erfolg in den Jahren des Wirtschaftswunders. Heute stehen die Außenarchitektur und das konstruktive Innengerüst sowie die Gartenanlage nach Harbers’ Planung mit der Bronze-Plastik „Wettersteiger mit erhobener Grubenlampe“ unter Denkmalschutz. Das Geschäftshaus der ehemaligen Ruhrkohle AG – Bergbau AG Westfalen ist als Baudenkmal in die Denkmalliste der Stadt Dortmund eingetragen.